# Rietaniahütte
Die Rietaniahütte ist ein Hütte am Ostrand des Pfälzerwald.

## Lage
Die Hütte befindet sich im Westen der Gemarkung der Ortsgemeinde Rhodt unter Rietburg vor den Toren der Haardt, wie der Ostrand des Pfälzerwald genannt wird. Wenige hundert Meter weiter östlich befindet sich die Rebveredlungsanstalt Rhodt. Rund hundert Meter weiter südöstlich liegt die Gemarkungsgrenze zu Weyher in der Pfalz, deren Siedlungsgebiet an dieser Stelle bereits beginnt. Unter der Hütte hindurch verläuft unterirdisch der Leißelgraben.

## Geschichte
Das Bauwerk stammt aus dem 19. Jahrhundert und wurde 1880 erstmalig erwähnt; damals diente es dem örtlichen Schützenverein. Letzterer wurde 1945 aufgelöst. Im Anschluss richtete der Verein Rietania die Hütte, die damals Eigentum der Gemeinde war, so ein, um sie zu einer Gaststätte umzufunktionieren. Ende der 1950er Jahre kaufte er schließlich das Gebäude. Später verpachtete er die Hütte an wechselnde Person. Die erste übernahm die Bewirtung bis etwa 1980, im Anschluss fand eine Erweiterung und Renovierung des Bauwerks statt, ehe sie seit 1983 erneut im Pachtbetrieb eröffnet wurde.

## Tourismus
An der Rietaniahütte führen unter anderem der Prädikatswanderweg Pfälzer Weinsteig und die Themenwanderweg Pfälzer Keschdeweg sowie Pfälzer Mandelpfad vorbei.